# 二(三甲基硅基)汞
二(三甲基硅基)汞是一种汞化合物，化学式为(CH3)3-Si-Hg-Si-(CH3)3，或简写为Hg(TMS)2。

## 制备
该化合物最初由Wiberg等人于1963年通过三甲基溴硅烷和钠汞齐反应制得：
2 Na + Hg + TMSBr → TMS2Hg + 2 NaBr

## 化学性质
在100-160 °C长时间加热，或在醚溶液中光照，它会分解为六甲基乙硅烷：
TMS2Hg → (CH3)3Si-Si(CH3)3 + Hg
它和氯化氢反应，生成三甲基硅烷和三甲基氯硅烷：
TMS2Hg + HCl → TMSH + TMSCl + Hg

## 拓展阅读
- Pickett, Nl; Just, O; Vanderveer, Dg; Rees Ws, Jr. . Acta Crystallographica C. Apr 2000, 56 (4): 412–3. PMID 10815189. doi:10.1107/S0108270199016339.